# Toutes les femmes de ta vie
Singles de L5
Une étincelle
(2002)
Toutes les femmes de ta vie est une chanson du groupe L5 extrait de leur premier album homonyme. Le morceau, sorti le 26 novembre 2001, est le premier single du groupe et se vend à 1 600 000 exemplaires en France. Le single est certifié disque de diamant le 19 décembre 2001 par le Syndicat national de l'édition phonographique.

## Liste des pistes
- CD single
- Maxi 45 tours[1]

| No | Titre                                                                   | Auteur                                              | Durée |
| -- | ----------------------------------------------------------------------- | --------------------------------------------------- | ----- |
| 1. | Toutes les femmes de ta vie (Titre original : I Like What You're Doing) | Johan Åberg, Sigurd Heimdal Rösnes, Billy Steinberg | 3:15  |
| 2. | Où sont passés les hommes ?                                             | Doriand, Régis Ducatillon, Jérémy Olivier           | 2:58  |

## Crédits
- Xavier Gens - Réalisation
- Nika Balfour - assistante maquillage
- Régine Bedot - maquillage
- Laurent Darmon - photographie
- Phil Delire - programmation
- Djoum - ingénieur son, mixage
- Pompon Finkelstein - mastering
- Yannic Fonderie - programmation
- Lisa Jouvin - assistante stylisme
- Angélique Mas - assistante stylisme
- Maxim Nucci - basse, chœurs, claviers, guitare
- Luc Rasori - stylisme
- Toni & Guy - coiffure

- Enregistré et mixé à ICP Studios, Bruxelles
- Masterisé à Translab, Paris

## Classement
| Classement (2001)                       | Meilleure position |
| --------------------------------------- | ------------------ |
| France (SNEP)                           | 1                  |
| Belgique (Wallonie Ultratop 50 Singles) | 17                 |
| Suisse (Schweizer Hitparade)            | 11                 |
| Classement (2004)                       | Meilleure position |
| France (SNEP)                           | 43                 |

## Certification
| Pays          | Certification | Date             | Ventes    |
| ------------- | ------------- | ---------------- | --------- |
| France (SNEP) | Diamant       | 19 décembre 2001 | 1 600 000 |